# 水銀開關

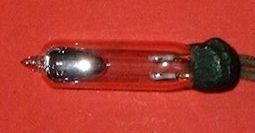
一个单刀单掷水银开关

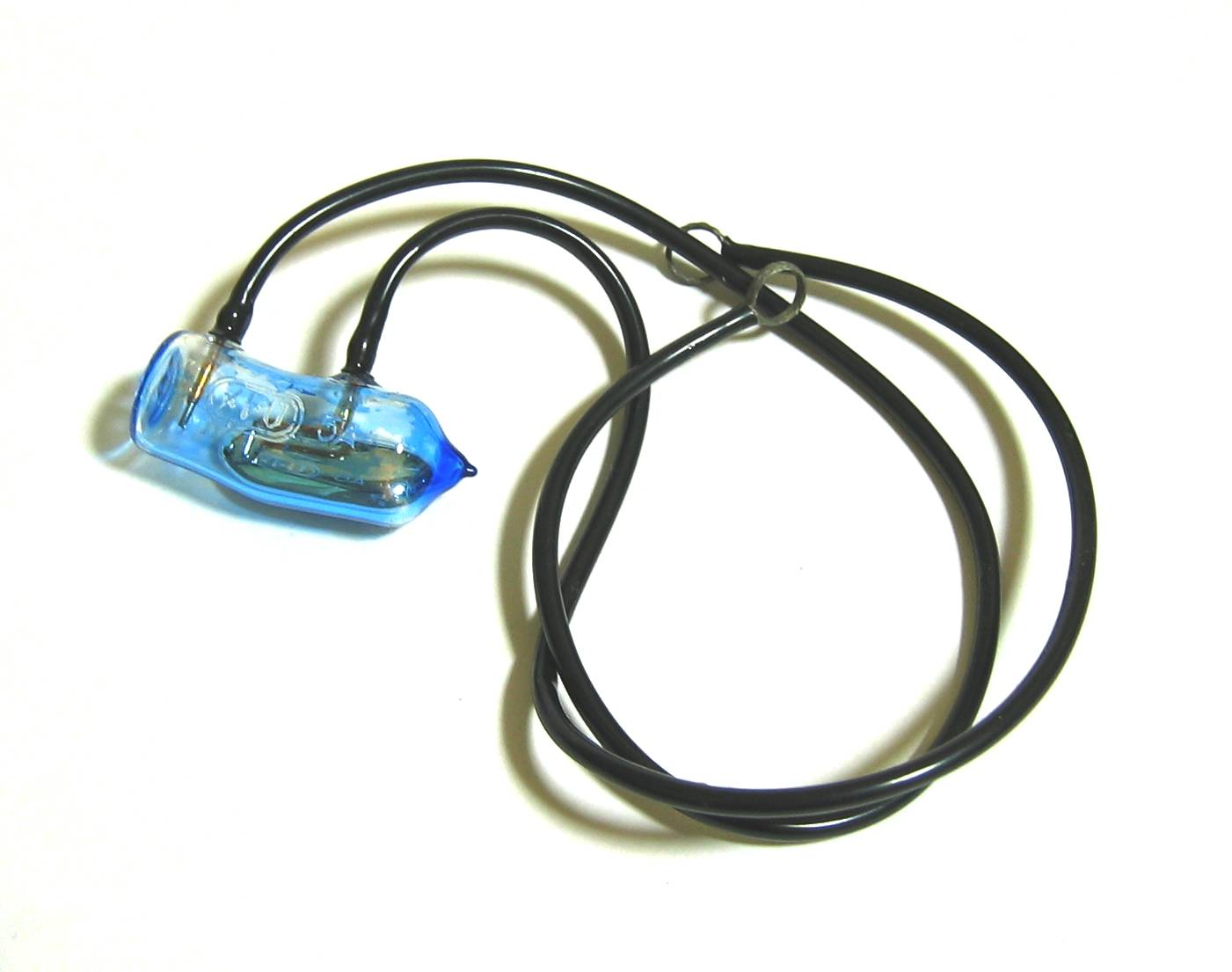
另一种外形的水银开关

水銀開關，又稱傾側開關，是電路開關的一種，以一接著電極的小巧容器儲存著一小滴水銀，容器中多數注入惰性氣體或直接真空。

## 原理
因為重力的關係，水銀會隨容器中較低的地方流去，若果同時接觸到兩個電極的話，開關便會將電路閉合，開啟開關。
容器的形狀亦會影響水銀接觸電極的條件，例如郵包炸彈使用的會是倒V字型的，令收件人在不知情的情況下傾側郵包，閉合電路、自動爆炸，但送件人（或是郵包攜帶者或製造者）則不會；另外現代在部份民俗或宗教儀式中，為了環保和安全而使用的電子蠟燭內也含有水銀開關，正放時內部的LED燈即會亮起，倒放則熄滅。

## 注意
水銀對人體及環境均有毒害，故此使用水銀開關時，請務必小心謹慎，以免破損導致水銀漏出。在不再使用時，也應該妥善處理。